# مشعل الموری
مشعل الموری (انگلیسی: Meshal Al-Mouri؛ زادهٔ ۱ مهٔ ۱۹۸۷) یک بازیکن فوتبال اهل عربستان سعودی است.
از باشگاه‌هایی که در آن بازی کرده‌است می‌توان به الهلال عربستان، الحزم عربستان، و الشعله عربستان اشاره کرد.